# わんぱくダック夢冒険
『わんぱくダック夢冒険』（わんぱくダックゆめぼうけん）または『ダックテイル』（原題: DuckTales）は、1987年から1990年までアメリカ合衆国で放送されていたディズニー・テレビジョン・アニメーション製作のテレビアニメである。米国では1987年9月18日より『DuckTales』のタイトルで放送された。本作品は1986年8月4日に制作がスタートされ、ディズニーチャンネルにて先行放送として13話分のみを1987年1月16日から4月10日に毎週金曜日放送。

## 作品概要
スクルージ・マクダックと、ドナルドダックの甥・ヒューイ・デューイ・ルーイの三つ子が主役の、彼らが巻き起こす騒動や財宝を巡る冒険、家族愛を描いた作品。
ディズニーからアニメーション制作委託を受けた東京ムービー新社（TMS Entertainment表記）により、1987年9月から1988年1月まで全65話、1988年11月から1989年3月まで66～75話、1989年9月～1990年2月まで76～93話、1990年9月～同年11月まで94話～100話が制作・放送された。シーズン1で全65話放送され、人気を得たことで35話が追加され、合わせて100話になった。追加分は1989年から1990年まで放送されたが、ディズニーは既に提携を解消していたので変更された。
本シリーズの劇場版『ダックテイル・ザ・ムービー/失われた魔法のランプ』（DuckTales the Movie: Treasure of the Lost Lamp）が1990年に公開された。日本では映画館での公開はされず（ビデオスルー）、テレビ放送やソフト化にて初めて国内にて公開された。
1980年代に制作されたディズニーのテレビアニメでは最も成功を収めた作品であり、全100話という話数は同社のテレビアニメ中最も長いものの一つである（最長はDumbo's Circusの全120話）。本作の成功を受け、ディズニー社は『チップとデールの大作戦』などの既存のキャラクターを利用した新たな作品や、『ダックにおまかせ ダークウィング・ダック』『テイル・スピン』などの派生作品も企画・製作した。
1996年9月からは続編として『クワック・パック』を製作。本作品の設定も一部引き継がれた。
2017年8月12日より、アメリカのディズニーXDにて本作のリブート版となる『ダックテイルズ』が放送開始され、日本でも2018年2月より放送が開始された。

## 日本での展開
日本では『わんぱくダック夢冒険』の邦題で、1988年4月4日から1989年3月27日までテレビ東京系全国ネットのアニメ枠『ディズニー劇場』で放送。ナレーターを務めていたのは山寺宏一で、山寺はシーンの状況説明などのほか、キャラクターにツッコミを入れることもあった。また、CMに入る際のアイキャッチに「チャンネルはそのままダック」という決まり文句があった。ビデオソフトは、当時日本国内におけるディズニー作品のビデオ販売を手掛けていたバンダイから「伝説の黄金」と「地底探検」の2本が発売されている。
テレビ東京系列以外では、山形テレビ（土曜 6:00 - 6:30、1991年12月30日までは日曜 6:00 - 6:30にも放送されていた）、富山テレビ（金曜 16:25 - 16:55）、びわ湖放送（金曜 19:00 - 19:30）、南海放送（水曜 16:00 - 16:30）トゥーン・ディズニーにて、それぞれ放送されていた。
その後の1992年2月3日 - 4月9日に未放送エピソード全48話分をWOWOWのディズニーアニメ枠にて『ダックテイル』にタイトルを改題して放送された。この際、邦題に加え各キャラクターの配役も変更し（ただし、ビークリーやジャイロなどの一部キャラクターの担当声優はそのまま）、1996年8月16日 - 10月29日の放送でテレビ東京で放送済みのエピソードも再度吹き替えが行われた。一部のエピソードを納めたビデオソフトがブエナ ビスタ ジャパンより数本発売されている。2005年には、上記の映画を日本語吹替した『ダックテイル・ザ・ムービー/失われた魔法のランプ』のDVD発売・レンタルが開始された。後にディズニー・チャンネルなどでの放送及びHulu内での「Disney BOX」で配信されたのもこのWOWOW版である。
2011年6月20日より、NTTドコモのiモード向け動画配信サイト・BeeTVにおいて第65話までが配信された。
2018年2月17日より、日本のディズニーXDでリブート版となる『ダックテイルズ』が放送開始された。
2022年2月16日より、日本のDisney+にて欠番となった2つの回を除く全98話が配信された。

## 主なキャラクター
擬人化したアヒルを中心にイヌやブタも登場する。担当声優は原語版、テレビ東京・バンダイ版、WOWOW版（Disney+配信時追録部分）の順で示した（WOWOW版が書かれていない場合はテレビ東京・バンダイ版と同じ）。

### マクダック家
スクルージ・マクダック
声 - アラン・ヤング、パット・フレイリー（若い頃） / 内海賢二 / 北村弘一（小形満）、江原正士（若い頃）
架空の町ダックバーグに住む年老いたアヒル。非常にケチで気難しくいつも金儲けのことを考えており、財産分与を嫌って生涯独身を通すと決意しており、そのせいで何度か金絡みの病気にかかったことがある。その一方で、自分の財産以上に身内に重大な危機が及んだときには惜しみなく大枚をはたく一面も持ち、特にウェビーに対して甘い。
スコットランド出身で一人称は「ワシ」で若い頃は「僕」青年期は「俺」を使っていた。生まれて初めて自分の手で稼いだ10セント硬貨（幸運のコイン）が米国のものであったことから米国に興味を持ち、渡米。各地を転々とした後、ゴールドラッシュ最中のクロンダイクを訪れて金塊を発見する。以後も資産を増やす機会に恵まれ、最終的に世界一金持ちになった。
趣味は、大量の金貨を保管してある金庫をプールに見立てて泳ぐことや硬貨を上に積み上げていくことなど。レジスターをピアノのように演奏したり、バグパイプの演奏を好むが下手。
上記のように大のお金好きでタダには弱いが、ギャンブルや違法などで作ったお金（ジャイロの発明で作ったコピーのコインなど）には決して手を出さず、正当に稼いだ金と財宝にしか興味はなく、キューピッドの矢で恋に落ち、正気に戻る方法で好きなものもお金では家族であるなど根っから強欲な人物ではない。
ヒューイ・デューイ・ルーイ
声 - ルシー・テラー / 羽村京子、折笠愛、千原江理子 / 坂本千夏
ドナルドダックの甥。ワンパク盛り、いたずら大好きの三つ子。サバイバルの指南書である冒険少年ガイドブックを愛読しており、冒険の際にはたびたびこの本を利用する。冒険少年クラブのメンバー。姿が酷似しているが、ほとんどの場面でヒューイが赤色、デューイが青色、ルーイが緑色の服を着ているので見分けることは容易。ただし、いつもの服を脱ぐと本人たちですら自他の区別ができなくなってしまうらしくデューイはこのことを嫌がっているが逆にこれを利用して敵を欺いたことがある。ヒューイが三つ子のリーダー格で、デューイは最も賢く、ルーイがのんびり屋で最も創造力がある。
ウェビゲイル・ヴァンダークワック
声 - ルシー・テラー / 天野由梨 / 遠藤勝代（津田里穂）
愛称ウェビー。ビークリーの孫娘。スクルージがビークリーに住み込みで働いてほしいと頼んだ際に、ビークリーが「ウェビーも一緒に住ませてくれるなら」という条件で一緒に来ることになった。いつも三つ子の仲間に加わろうとするものの、女の子の遊びをしようとするので嫌がられ、普段は一人でいるかビークリーやダックワースと一緒にいることが多い。一方で三つ子顔負けの行動力を発揮することも多く持ち前の純粋さで悪党までの心を開かせることもある。冒険少年クラブのメンバー。動物が好きでいつも自分に似たぬいぐるみを持ち歩いている。
ダックワース
声 - チャック・マッキャン / 藤本譲
マクダック家の執事のイヌ。いつもすました顔をしているが、スクルージに対する忠誠心は厚く一度、些細なことで解雇された際、ショックを受けるほど。またランプの魔人の邪悪な本性をいち早く見抜いたり、相手チームの卑怯な野球戦法に対して冷静に判断して勝利に導くなど洞察力に優れている。赤い色のスーツが大好きらしい。
ベンティナ・ビークリー
声 - ジョン・ガーバー / 巴菁子
三つ子の世話役としてマクダック家に住み込みで働くこととなった中年女性。他の志望者を退けた三つ子はもちろん、ケチなスクルージをも黙らせ、黄金熱で我を失う彼を正気に戻すほど気が強い。しかし、後にバッバとトゥッツィーが同居することになってからは流石に疲れを見せている。ダックバーグ高校時代は水泳部の主将を務めていたらしく、現在も年齢を感じさせない運動能力の高さを誇り、頼りになる存在。
フェザービー
声 - ジューン・フォーレイ / ? / 好村俊子
スクルージの秘書。有能だがスクルージの指示によりフェントンを力ずくで追い出すなど強引さも目立つ。

### スクルージの仲間
ランチパッド・マクワック
声 - テリー・マクガヴァーン / 石丸博也 / 大塚明夫
スクルージ専属のパイロットでスクルージを「大将」と呼んでいる。世話好きでよく仲間を助けに行くが、天然で頭を使うことが苦手で人が良く騙されやすいところがある。フライトトラブルを起こすことが多く本人曰く「墜落専門」とまで称するほど墜落に拘る描写があるが、あらゆる乗り物を運転できる。自分に嫌気がさし両親と妹のもとを離れ一人旅をしているときにスクルージと出会い、彼に雇われた。暑苦しいため、スクルージに煙たがられることもあるがなんだかんだで頼りにされており、ビーグルボーイズによって無一文になり、行く当てのない彼らを泊めてあげたり、マジカによって未来に飛ばされたスクルージと再会して喜ぶなどスクルージを純粋に慕っている。冒険少年クラブのリーダーをしており、三つ子やドゥーファスとも仲が良い。実はかなづちでヘビとサメが苦手。また惚れっぽいところがある。
ジャイロ・ギアルース
声 - ハル・スミス / 沢りつお
温厚でのんびりした性格の発明家。彼の発明品は非常に優れた効果を持つものが多いが、欠陥によるたびたび騒動を起こす。一度発明品を侮辱され、発明家を辞めようとしたこともあるが過去に行き、中世の人々に発明家として認められ、自信を取り戻した。小型の電球頭のロボットを助手にしている。他の作品でも登場し、「ドナルドのレスキュー大作戦」でもドナルドのサポートをしたり、「グーフィーのサッカー大好き」ではちょい役だが出演している。
ドゥーファス・ドレーク
声 - ブライアン・カミングス / 亀山助清
三つ子の友達で冒険少年クラブのメンバー。いつも冒険少年クラブの帽子をかぶっている。大食いで食べ物の話題を出すことが多い。ランチパッドに憧れていて彼と仲が良い。おっちょこちょいで冒険少年クラブバッジを全く集められなかったり、野球で足を引っ張ることもあるが機転は効くほうである。その後は自力でクラブバッジを集められている様子。
バッバ
声 - フランク・ウェルカー / ? / 山崎たくみ
第2シーズンのはじめ、スクルージらがジャイロのタイムマシンで百万年前にタイムスリップした際に出会った原始人のアヒル。怪力の持ち主で、棍棒を持てば鬼に金棒。スクルージを神様と思い込み、誤解が解けた後も慕っているが原始人ゆえに知能が低く、悪気は無いのに怒らせてばかりいる。トリケラトプスのトゥッツィー（声 - フランク・ウェルカー）をペットにしている。一度は彼の身を案じたスクルージに百万年前に送り返されたが、スクルージたちをどうしても忘れられず、トゥッツィーと共にタイムマシンでスクルージたちの下へやってきた。以来マクダック家の一員となり、レギュラーキャラクターとなる。
現代に住んで学校に通ってからは成績が壊滅的であることを憂いたジャイロの発明品によって天才的な頭脳を身につけたこともあるが、現実主義で冷淡な面が目立っていた。しかし「ワシの知っているバッバは決して仲間を見捨てることはしない」とスクルージに一喝されると元の知能に戻る代わりに機械を壊し本来の性格に戻った。
フェントン・クラックシェル
声 - ハミルトン・キャンプ / ? / 二又一成
第二シーズンから登場するスクルージの会計士。トレーラーハウスに母親と二人で暮らしている。一瞥しただけでどんなものでも総数を正確に数えられる驚異的な才能を持つが、会計士でありながらインフレーションを知らないなど頭の悪さが目立つが発想力が良くその機転で危機を救ったことがあり、スクルージ曰く「そのままでもヒーロー」とのこと。彼の口癖である「しっちゃかめっちゃか」が偶然ナンセンスな秘密の合言葉に合致したことから、ジャイロが発明した機械を装着してロボ・ダック（原版ではギズモ・ダック）に変身することとなる（変身時は吹替版では声色が別人のようになるが、皮肉や不満を溢す際に元の声に戻ってしまうこともある）。メカの扱いは得意でビーグルボーイズやフリントハート、マジカ、ディジョンなど本作の悪役たちと戦い、勝利した。『ダックにおまかせ』にも登場。本作で彼がロボ・ダックだと知っているのは彼の母親のクラックシェル婦人とエイリアンに捕まって無理やり脱がされた現場にいたスクルージの二人。またフェントン以外でロボ・ダックに変身したことがあるのはクラックシェル婦人（こちらは2回着ており、二度目は息子救出と海外番組目当てで）とロボ・ダック疑惑を持たされたランチパッド、小さくなったロボ・ダックスーツを着た三つ子とウェビーである。バッバとは共演したのは1回のみだが、実際写真に一緒に写っていただけで直接会ったり話したりする場面は無い。
ドナルドダック
声 - トニー・アンセルモ / 富山敬 / 山寺宏一
海軍に入るため、三つ子をスクルージに預けた。本作では脇役である。入隊後は空母に配置される。第二シーズン以降には登場しない。

### スクルージのライバル
フリントハート・グロムゴールド
声 - ハル・スミス / 石森達幸
世界で2番目に金持ちのアヒル。スクルージを1番の座から引きずり降ろそうとたびたび卑劣な罠を仕掛けるがことごとく失敗し、そればかりか金食い虫に金貨を食われたり、卑怯な手で奪ったダイヤモンド鉱山のダイヤを全てスクルージが買い取った大陸に吹き飛ばされるなど逆に損をすることが多い。スクルージと同じくスコットランド出身で、いつもキルトを着用している。
後に『ダックにおまかせ』第1シーズン第50話の一部シーンにマジカ・デ・スペル、ビーグルボーイズたちと共に登場した。何度かスクルージと利害一致で手を組んだことがあるが大抵スクルージを裏切る結果になることが多い。
マジカ・デ・スペル
声 - ジューン・フォーレイ / 小宮和枝
黒髪の魔女で変身能力を持ち、催眠術や幻術、さらに呪いもこなす。スクルージが持つ幸運の10セントコインを狙っているほか、一度、絶対に壊れないガラスを設置した際、破壊して金庫を手に入れようとしたこともある。『ドナルドダック レスキュー大作戦!!』ではドナルドとも対立関係にある。イタリアのヴェスヴィオ火山在住。
2008年に発売されたWii専用ゲームソフト『ディズニー・シンク 早押しクイズ』に隠れキャラクターとして登場する。ミニマという姪がいる。
ポー・デ・スペル
声 - フランク・ウェルカー
マジカの相棒のカラスで、実は双子の弟。マジカの魔法では元に戻れないらしい。
ビーグルボーイズ
スクルージの財産を狙うギャング一家。ビーグルママを除き全員のイニシャルが「B」になっている。風貌や趣味、コスチュームについている囚人番号などに違いがあり、個性豊かな顔ぶれとなっている。また変装時もこれを付けているがなぜかバレない。一度、ロックの大会の賞金を盗もうとした際、その場を凌ぐため、ビーグルズというバンド名で参加して優勝したことがある。他にも「ミッキーのクリスマスの贈りもの」で声なしで1人のみピートの家に盗みに入る泥棒として再登場。「ミッキー、ドナルド、グーフィーの三銃士」でピートの手下（一番高くて3人の中ではずる賢いほうが立木文彦、中間でどこか抜けているのが乃村健次、一番低く幼稚なのが龍田直樹がそれぞれ担当している）として再登場しているが、下記の面子とは同一人物なのか不明である。終盤でドナルドとグーフィーを始末しようとするピートによって巻き添えを喰らい、舞台の下に落とされてしまった。肌の色も異なっている。この作品の設定のジグソーパズルでは彼ら以外にもう一人ビーグルボーイズがいる。その後の作品にも登場し、肌の色が違ったり、下記のメンバーのような明白な名前はない。
主に3人または4人で行動することが多く、ビッグタイムはバーガーやバウンサー、バギーと行動することが多く、バンクジョブチームはビーバップやベイビーフェイスと行動している。
ビーグルママ
声 ジューン・フォーレイ / ? / 京田尚子
母親。彼女も犯罪者であり、一番偉い。よく服役中の自身の子供たちに脱獄道具を忍ばせたケーキを差し入れする。スクルージの財産を狙って彼と偽装結婚したこともある。いずれも失敗に終わっている。滅多にないが希に逮捕される。
ビッグタイム・ビーグル
声 - フランク・ウェルカー / 緒方賢一 / 稲葉実
小柄で最も出番が多い。スクルージの財産を奪おうとする際にしばしばリーダーになる。番号は167-671 。
バーガー・ビーグル
声 - チャック・マッキャン / 山寺宏一 / 島香裕
食欲旺盛。食べ物に気を取られて致命的なミスを犯すことがある。一人称「オイラ」だか希に「俺」ということもある。番号は761-176や176-761。
バウンサー・ビーグル
声 - チャック・マッキャン / 島香裕 / 笹岡繁蔵
1本の歯が抜けている。バンクジョブの次に大柄で強い。番号は716-167。
バギー・ビーグル
声 - フランク・ウェルカー / ? / 緒方賢一
いつもにやにやしており、だぶだぶの服を着ている。文字が読めないなど頭が良くない。番号は617-716。一度だけ、バンクジョブとベイビーフェイスと組んでいた。
ベイビーフェイス・ビーグル
声 - テリー・マクガヴァーン / 鈴木勝美 / 安西正弘
ビッグタイムのように背が低く、顔つきが幼い。一度、マジカに依頼され、ビッグタイムとバーガーと行動したことがある。番号は176-167。
ビーバップ・ビーグル
声 - ブライアン・カミングス / 山寺宏一 / ?
音楽好きで、一人だけサングラスを着けている。番号は671-761。
バンクジョブ・ビーグル
声 - ピーター・カレン / 緒方賢一 / 辻親八
最も体が大きく力も強い。ビッグタイムが出てこないエピソードではリーダーを務める。番号は671-167。
スクルージの大金庫を襲撃した際にいとこ全員を呼び寄せたらしく、ブンブー、バンザイ、バガルー、ビンボール、ブリックリル、バイオーグ、バンプキン、ブルゾーイという人物が登場し、それとは別にボンバー・ビーグル（声：緒方賢一）や頭脳派のメガバイト・ビーグル（声：鈴木勝美）がいる。
ディジョン
声 - リチャード・リバティーニ / ? / 江原正士
テレビシリーズ終盤のエピソードおよび映画版に登場するイヌの泥棒。臆病な性格だが、隙あらば盗む癖があり、それをズボンに入れる癖がある。終盤のエピソードでは兄を裏切ることに躊躇いを見せる良心と欲望のジレンマに悩まされる描写があったが改心しても直らず、そればかりか映画版ではランプの精にスクルージの金庫を自分のものにするよう願うなどより悪化した。聖職者のポパン（声 - ? / ? / 富山敬）という兄がいる。

### ゲストキャラクター
エル・キャピタン
声 - ジム・カミングス / 及川ヒロオ / 渡部猛（?）
第1回スペシャル「伝説の黄金」に登場。金のことしか頭にない小汚い悪党で、スクルージをはるかに凌ぐドケチでこの世の金は全て自分の物だと思い込んでいる。金への執念で400年生きたと豪語。ビーグルボーイズやフリントハートを利用して財宝を手に入れようとするが、ことごとく失敗。ストーリー後編では、ゴールデン・サンの谷にてスクルージ以上重度の「黄金熱」に感染し、危険な金の泉に飛び込もうとするなど歪んだ思考になり、結局何も手にすることができなかったが執念深く金を掘り出そうとした。その後の消息は不明。
ガンドラ・ディー
声 - ミリアム・フリン / ? / 安永沙都子
豆工場の美人受付嬢。フェントンのガールフレンド。フェントンの片思いと思いきや、実は両思いであったことが分かって恋愛関係になる。毎回ドジな彼の引き起こすトラブルのとばっちりを喰い、破局寸前まで行ったこともあるがなんだかんだで仲が良く良き理解者である。ロボ・ダックの正体が彼であることを知らない。
グラッドストーン・ギャンダー
声 - ロブ・ポールセン / ? / 堀内賢雄
スクルージらの親類の青年。ガチョウ。無職だが、常識では考えられないほど運が強く、マンホールに落ちてもそれ以上の災害から免れてお金を拾ったり、お店に入ると無料サービスを受けれたり、コンテストで優勝する、間違えて落札しても落札品に大金が入っているなど運のおかげで生活に困らず働く必要が無いと思っているため。人生は全て運に左右されていると考えており、働こうとはしない。一度、マジカの呪いで極度の不運になったことがあるがスクルージとの共同で取り戻した。『ドナルドダック レスキュー大作戦!!』では、いとこのドナルドとは恋のライバル関係でデイジーを助けるために急いでいき、PS2版ではボス戦のたびにひどい目に遭うが、必ず5セントを拾う。海外版のPC版や64版ではステージごとにタイムアタックにクリアすると衣装をプレゼントする。
グリッタリング・ゴールディ
声 - ジョン・ガーバー / 小宮和枝 / 藤田淑子
クロンダイクにいた時期のスクルージの恋人。ダンという男が経営する酒場で歌手をしていた。スクルージの金塊を盗もうとするが失敗、警察を呼ばないかわりに彼の採掘を手伝ううちに恋仲になった。別れた理由はダンが「二人で貯めた金塊をゴールディが持ち逃げした」とスクルージを騙し、確認しないまま彼が去ったため（後に彼女も同様に騙されている）。三つ子とスクルージがクロンダイクを再訪したときにようやく誤解が解け、その後は関係の進展こそ無いものの別の話で互いの恋愛感情が明確に示されている。ペットにブラックジャックという名のクマがいる。一度彼の財産目当てで結婚を企む別の女性と結婚しようとしていることを三つ子から聞かされ、結婚式に乱入し、暴れだしたり、スクルージの夢の世界でも王女様として登場した。

## エピソードリスト

### シーズン1（1987年～1988年）
太字はソフト化されているエピソード。
※パイロット版を1987年1月16日〜1987年4月10日に先行放送(1話〜13話)。
| ダブ No. | 元の番号 | サブタイトル                                                                                      | 英語のタイトル                                      | 放送日         | 放送日 （TX）  | 放送日 （WOWOW） |
| -------- | -------- | ------------------------------------------------------------------------------------------------- | --------------------------------------------------- | -------------- | -------------- | ---------------- |
| 1        | 1        | 宝船を手放すな! （わんぱく版：ドナルド入隊の日）                                                  | Don't Give Up the Ship                              | 1987年9月18日  | 1988年10月3日  | 1996年8月16日    |
| 2        | 2        | 砂漠に沈んだ宝船 （わんぱく版：難波船は宝船）                                                     | Wronguay in Ronguay                                 | 1987年9月18日  | 1988年10月10日 | 1996年8月19日    |
| 3        | 3        | コンドルはとんでもない （わんぱく版：アンデス山脈へ飛べ）                                         | Three Ducks of the Condor                           | 1987年9月18日  | 1988年10月17日 | 1996年8月20日    |
| 4        | 4        | 南極ペンギン大作戦 （わんぱく版：南極で発見、宝の地図）                                           | Cold Duck                                           | 1987年9月18日  | 1988年10月24日 | 1996年8月21日    |
| 5        | 5        | ついに発見!宝の山 （わんぱく版：黄金の太陽の谷）                                                  | Too Much of a Gold Thing                            | 1987年9月18日  | 1988年10月31日 | 1996年8月22日    |
| 6        | 33       | よみがえる黄金伝説 （わんぱく版：おじさんのハートを盗んだ大ドロボー）                             | Back to the Klondike                                | 1987年10月28日 | 1988年4月4日   | 1996年8月23日    |
| 7        | 29       | 金庫を襲った巨大地震 （わんぱく版：地震がスポーツなんて怖い）                                     | Earth Quack                                         | 1987年10月22日 | 1988年4月11日  | 1996年8月26日    |
| 8        | 28       | 全ての若きアヒル達 （わんぱく版：若くなる泉は危険がいっぱい）                                     | Sweet Duck of Youth                                 | 1987年10月21日 | 1988年4月18日  | 1996年8月27日    |
| 9        | 32       | マイクロダックはつらいよ （わんぱく版：小さくなっても宇宙人には負けないぞ）                       | Micro-Ducks from Outer Space                        | 1987年10月27日 | 1988年4月25日  | 1996年8月28日    |
| 10       | 35       | ペットに奪われた財宝 （わんぱく版：おさわがせペットのタビネズミ）                                 | Scrooge's Pet                                       | 1987年10月30日 | 1988年5月2日   | 1996年8月29日    |
| 11       | 18       | ジュラシックダックはこわくない （わんぱく版：大恐竜をさがせ、ドキドキ探検旅行）                   | Dinosaur Ducks                                      | 1987年10月7日  | 1988年5月9日   | 1996年8月30日    |
| 12       | 16       | 魔法のドロボー光線 （わんぱく版：ビーグル•ボーイズのわるだくみ）                                  | The Money Vanishes                                  | 1987年10月5日  | 1988年5月16日  | 1996年9月2日     |
| 13       | 14       | ジンギスカンの失われた財宝 （わんぱく版：ジンギス・カンの失われた王冠）                           | The Lost Crown of Genghis Khan                      | 1987年10月1日  | 1988年5月23日  | 1996年9月3日     |
| 14       | 25       | 巨大真珠の秘宝 （わんぱく版：南の島のふしぎな真珠）                                               | Pearl of Wisdom                                     | 1987年10月16日 | 1988年5月30日  | 1996年9月4日     |
| 15       | 12       | 魔法使いジーニー （わんぱく版：魔法のランプから出てきたヘンな魔王）                               | Master of the Djinni                                | 1987年9月29日  | 1988年6月6日   | 1996年9月5日     |
| 16       | 51       | 鏡よ鏡、未来を見せて / 私を野球から連れ出して! （わんぱく版：魔女マジカ・デ・スペルとナゾの金貨） | Magica's Magic Mirror / Take Me Out of the Ballgame | 1987年11月30日 | 1988年6月13日  | 1996年9月6日     |
| 17       | 21       | バイキング島の伝説 （わんぱく版：海賊がやってきた、街はパニック）                                 | Maid of the Myth                                    | 1987年10月12日 | 1988年6月20日  | 1996年9月9日     |
| 18       | 19       | ランチパッドは映画スター （わんぱく版：えーっ、ランチパッドが指名手配?）                          | Hero for Hire                                       | 1987年10月8日  | 1988年6月27日  | 1996年9月10日    |
| 19       | 9        | お手伝いロボットの悪だくみ （わんぱく版：ロボットがライバル）                                     | Armstrong                                           | 1987年9月24日  | 1988年7月4日   | 1996年9月11日    |
| 20       | 17       | ジャイロの中世騎士伝説 （わんぱく版：中世で騎士になろう）                                         | Sir Gyro de Gearloose                               | 1987年10月6日  | 1988年7月11日  | 1996年9月12日    |
| 21       | 40       | 謎のモンスターを追え! （わんぱく版：海の怪物の正体は?）                                           | Merit-Time Adventure                                | 1987年11月6日  | 1988年7月18日  | 1996年9月13日    |
| 22       | 31       | スクルージ、魔の海へ （わんぱく版：へんてこな島探検紀）                                           | Bermuda Triangle Tangle                             | 1987年10月26日 | 1988年7月25日  | 1996年9月16日    |
| 23       | 34       | ダービーは大騒ぎ （わんぱく版：ウェビーは名騎手）                                                 | Horse Scents                                        | 1987年10月29日 | 1988年8月1日   | 1996年9月17日    |
| 24       | 26       | スクルージ、故郷へ帰る （わんぱく版：ご先祖様の古いお城）                                         | The Curse of Castle McDuck                          | 1987年10月19日 | 1988年8月8日   | 1996年9月18日    |
| 25       | 6        | クローンダック登場!/そっくりさん大作戦 （わんぱく版：にせダックと魔女）                           | Send in the Clones                                  | 1987年9月21日  | 1988年8月15日  | 1996年9月19日    |
| 26       | 20       | スーパーヒーローはおデブさん （わんぱく版：超能力ドゥーファス）                                   | Superdoo!                                           | 1987年10月9日  | 1988年8月22日  | 1996年9月20日    |
| 27       | 13       | ゆうれいホテルの秘密 （わんぱく版：幽霊ホテルの珍現象）                                           | Hotel Strangeduck                                   | 1987年9月30日  | 1988年8月29日  | 1996年9月24日    |
| 28       | 27       | ランチパッド、南北戦争へ行く （わんぱく版：おじいさんは強かった）                                 | Launchpad's Civil War                               | 1987年10月20日 | 1988年9月5日   | 1996年9月25日    |
| 29       | 15       | マクダックの大脱走 （わんぱく版：チビっ子たちは名探偵）                                           | Duckman of Aquatraz                                 | 1987年10月2日  | 1988年9月19日  | 1996年9月26日    |
| 30       | 30       | 古代ギリシャへの旅 （わんぱく版：伝説の国で魔女退治）                                             | Home Sweet Homer                                    | 1987年10月23日 | 1988年11月7日  | 1996年9月27日    |
| 31       | 23       | スクルージのから騒ぎ （わんぱく版：幻の名作を守れ）                                               | Much Ado About Scrooge                              | 1987年10月14日 | 1988年11月14日 | 1996年9月30日    |
| 32       | 24       | ひこーきをのっとれ/飛行機を乗っとれ! （わんぱく版：飛行機で上から失礼）                           | Top Duck                                            | 1987年10月15日 | 1988年10月3日  | 1996年10月1日    |
| 33       | 8        | ワンパクダック宇宙の旅/わんぱくダックの宇宙の旅 （わんぱく版：エイリアンあらわる）                | Where No Duck Has Gone Before                       | 1987年9月23日  | 1988年12月5日  | 1996年10月2日    |
| 34       | 10       | あやつられた工事ロボット （わんぱく版：建設ロボットの反乱）                                       | Robot Robbers                                       | 1987年9月25日  | 1988年11月28日 | 1996年10月3日    |
| 35       | 11       | 魔女マジカの影 （わんぱく版：大あばれ、マジカの影）                                               | Magica's Shadow War                                 | 1987年9月28日  | 1988年11月21日 | 1996年10月4日    |
| 36       | 36       | ホタルフルーツで大もうけ （わんぱく版：世界一金持ち決定戦）                                       | A Drain on the Economy                              | 1987年11月2日  | 1989年1月9日   | 1996年10月7日    |
| 37       | 42       | ゴーストタウンの謎 （わんぱく版：いざ西部へ油田探し）                                             | Ducks of the West                                   | 1987年10月17日 | 1989年1月30日  | 1996年10月8日    |
| 38       | 37       | シャチ潜水艦と水中決戦! （わんぱく版：ドナルドと潜水艦）                                          | A Whale of a Bad Time                               | 1987年11月3日  | 1988年12月19日 | 1996年10月9日    |
| 39       | 7        | スフィンクスの伝説 （わんぱく版：エジプトのドナルド）                                             | Sphinx for the Memories                             | 1987年9月22日  | 1988年12月26日 | 1996年10月10日   |
| 40       | 38       | 宝物は海の底 （わんぱく版：海に眠る謎の大陸）                                                     | Aqua Ducks                                          | 1987年11月4日  | 1988年12月26日 | 1996年10月11日   |
| 41       | 43       | 時間よ止まれ! （わんぱく版：海賊なんか怖くない）                                                  | Time Teasers                                        | 1987年11月18日 | 1989年1月16日  | 1996年10月14日   |
| 42       | 44       | UFOの謎を追え! （わんぱく版：ウェビーと動物たち）                                                 | Back in the Outback                                 | 1987年11月19日 | 1989年1月23日  | 1996年10月15日   |
| 43       | 39       | 空飛ぶ大陸アトランティス （わんぱく版：金貨いっぱいの一日）                                       | Working for Scales                                  | 1987年11月5日  | 1988年12月12日 | 1996年10月16日   |
| 44       | 45       | 魔法のハープは誰のもの？ （わんぱく版：よみがえった巨大像）                                       | Raiders of the Lost Harp                            | 1987年11月20日 | 1989年2月6日   | 1996年10月17日   |
| 45       | 49       | 妖精たちがやってきた （わんぱく版：エメラルド島の宝物）                                           | Luck o' the Ducks                                   | 1987年11月26日 | 1989年2月6日   | 1996年10月18日   |
| 46       | 41       | 黄金の毛皮を手に入れろ （わんぱく版：ドラゴンと金の羊毛）                                         | The Golden Fleecing                                 | 1987年11月16日 | 1989年2月20日  | 1996年10月21日   |
| 47       | 22       | スクルージは一文無し （わんぱく版：おじさんは一文無し?）                                          | Down and Out in Duckburg                            | 1987年10月13日 | 1989年2月27日  | 1996年10月22日   |
| 48       | 46       | ランチパッドの宇宙戦争 （わんぱく版：火星のランチパッド）                                         | The Right Duck                                      | 1987年11月23日 | 1989年3月6日   | 1996年10月23日   |
| 49       | 47       | スクルージのシンデレラ物語 （わんぱく版：シンデレラの変な夢）                                     | Scroogerello                                        | 1987年11月24日 | 1989年3月13日  | 1996年10月24日   |
| 50       | 48       | ランチパッドのスパイ大作戦 （わんぱく版：秘密指令00ダック）                                       | Double-O-Duck                                       | 1987年11月25日 | 1989年3月20日  | 1996年10月25日   |
| 51       | 53       | ジャングルの王者ワイルドダック （わんぱく版：密林のアヒル王子）                                   | Jungle Duck                                         | 1987年12月2日  | 1989年3月27日  | 1996年10月28日   |
| 52       | 52       | タイムトラベルで大騒ぎ （わんぱく版：チビっ子の将来は?）                                          | Duck to the Future                                  | 1987年12月1日  | 1989年3月27日  | 1996年10月29日   |
| 53       | 50       | ダックワースのスペースウォーズ                                                                    | Duckworth's Revolt                                  | 1987年11月27日 | N/A            | 1992年2月3日     |
| 54       | 62       | ドナルドはスパイじゃない!                                                                         | Spies in Their Eyes                                 | 1987年12月25日 | N/A            | 1992年2月4日     |
| 55       | 54       | 撃墜王ランチパッド誕生                                                                            | Launchpad's First Crash                             | 1987年12月3日  | N/A            | 1992年2月5日     |
| 56       | 57       | 絶対安全ヒンデンタニック号                                                                        | The Uncrashable Hindentanic                         | 1987年12月8日  | N/A            | 1992年2月6日     |
| 57       | 55       | 人生はすべて運                                                                                    | Dime Enough for Luck                                | 1987年12月4日  | N/A            | 1992年2月7日     |
| 58       | 56       | 鉄仮面のアヒルの秘密                                                                              | Duck in the Iron Mask                               | 1987年12月7日  | N/A            | 1992年2月10日    |
| 59       | 58       | 最高の宝物を探せ!                                                                                 | The Status Seekers                                  | 1987年12月9日  | N/A            | 1992年2月12日    |
| 60       | 59       | パソコン・ゲームの怪物を消せ                                                                      | Nothing to Fear                                     | 1987年12月14日 | N/A            | 1992年2月13日    |
| 61       | 60       | ジャッキル博士の秘薬                                                                              | Dr. Jekyll and Mr. McDuck                           | 1987年12月23日 | N/A            | 1992年2月14日    |
| 62       | 61       | 幸運のコインがやってきた                                                                          | Once Upon a Dime                                    | 1987年12月24日 | N/A            | 1992年2月17日    |
| 63       | 63       | ドナルドのヒーロー大作戦                                                                          | All Ducks on Deck                                   | 1987年12月30日 | N/A            | 1992年2月18日    |
| 64       | 64       | ダッキー・ホラーショーは大成功                                                                    | Ducky Horror Picture Show                           | 1987年12月31日 | N/A            | 1992年2月19日    |
| 65       | 65       | 恋に落ちたスクルージ                                                                              | Till Nephews Do Us Part                             | 1988年1月1日   | N/A            | 1992年2月20日    |

1988年9月12日、9月26日、1989年1月2日、2月13日は特別番組編成により放送休止。

### シーズン2（1988年～1989年）
| ダブ No. | 元の番号 | サブタイトル                   | 英語のタイトル                   | 放送日         | 日本放送日 （WOWOW） |
| -------- | -------- | ------------------------------ | -------------------------------- | -------------- | -------------------- |
| 66       | 66       | 時をかけるアヒル               | Marking Time                     | 1988年11月24日 | 1992年2月24日        |
| 67       | 67       | 予言された王様                 | The Duck Who Would Be King       | 1988年11月24日 | 1992年2月25日        |
| 68       | 68       | 乗り乗りバッバが行く           | Bubba Trubba                     | 1988年11月24日 | 1992年2月26日        |
| 69       | 69       | バッバの鬼さんこちら大作戦     | Ducks on the Lam                 | 1988年11月24日 | 1992年2月27日        |
| 70       | 70       | バッバとダイヤは友達だ         | Ali Bubba's Cave                 | 1988年11月24日 | 1992年2月28日        |
| 71       | 71       | 水に流れたお金                 | Liquid Assets                    | 1989年3月26日  | 1992年3月2日         |
| 72       | 72       | ロボ・ダック出動せよ!          | Frozen Assets                    | 1989年3月26日  | 1992年3月3日         |
| 73       | 73       | 奪われたフル・メタル・ジャック | Full Metal Duck                  | 1989年3月26日  | 1992年3月4日         |
| 74       | 74       | ビーグルボーイズは億万長者     | The Billionaire Beagle Boys Club | 1989年3月26日  | 1992年3月5日         |
| 75       | 75       | 宇宙へ飛んで行った金庫         | Money to Burn                    | 1989年3月26日  | 1992年3月6日         |

### シーズン3（1989年～1990年）
| ダブ No. | 元の番号 | サブタイトル                | 英語のタイトル                     | 放送日         | 日本放送日 （WOWOW） |
| -------- | -------- | --------------------------- | ---------------------------------- | -------------- | -------------------- |
| 76       | 76       | お金のない国を探せ          | The Land of Tra La La              | 1989年9月18日  | 1992年3月9日         |
| 77       | 80       | ママは予言者                | My Mother the Psychic              | 1989年9月22日  | 1992年3月10日        |
| 78       | 77       | うそが本当になった日        | Allowance Day                      | 1989年9月19日  | 1992年3月11日        |
| 79       | 78       | となりのお家と大戦争        | Bubbeo & Juliet                    | 1989年9月20日  | 1992年2月21日        |
| 80       | 79       | ウェビー、ギャングになる    | The Good Muddahs                   | 1989年9月21日  | 1992年3月12日        |
| 81       | 88       | 金持ち修行はつらいよ        | Yuppy Ducks                        | 1989年11月13日 | 1992年3月13日        |
| 82       | 86       | 労働者になったスクルージ    | Blue Collar Scrooge                | 1989年11月9日  | 1992年3月16日        |
| 83       | 81       | 恋にしびれたロボット        | Metal Attraction                   | 1989年11月2日  | 1992年3月17日        |
| 84       | 83       | 大好き野生のバッバ          | Bubba's Big Brainstorm             | 1989年11月6日  | 1992年3月18日        |
| 85       | 82       | 鐘で増えるお金              | Dough Ray Me                       | 1989年11月3日  | 1992年3月19日        |
| 86       | 87       | スーパースターだビーグルス! | Beaglemania                        | 1989年11月10日 | 1992年3月20日        |
| 87       | 84       | 誰も知らないペップ          | The Big Flub                       | 1989年11月7日  | 1992年3月23日        |
| 88       | 85       | ロボダックは誰なんだ!?      | A Case of Mistaken Secret Identity | 1989年11月8日  | 1992年3月24日        |
| 89       | 89       | ああ、結婚!?                | The Bride Wore Stripes             | 1989年11月14日 | 1992年3月25日        |
| 90       | 90       | 壊れない金庫が欲しい        | The Unbreakable Bin                | 1989年11月15日 | 1992年3月26日        |
| 91       | 91       | ウェビー巨大になる          | Attack of the 50-Foot Webby        | 1989年11月16日 | 1992年3月27日        |
| 92       | 93       | 金の木を探せ                | Ducky Mountain High                | 1990年2月11日  | 1992年3月30日        |
| 93       | 92       | アヒル仮面参上!             | The Masked Mallard                 | 1989年11月17日 | 1992年3月31日        |

### シーズン4（1990年）
| ダブ No. | 元の番号 | サブタイトル                    | 英語のタイトル              | 放送日         | 日本放送日 （WOWOW） |
| -------- | -------- | ------------------------------- | --------------------------- | -------------- | -------------------- |
| 94       | 96       | スパイダッグを追いつめろ        | The Duck Who Knew Too Much  | 1990年9月26日  | 1992年4月1日         |
| 95       | 98       | スクルージ、最後の冒険!?        | Scrooge's Last Adventure    | 1990年11月17日 | 1992年4月2日         |
| 96       | 94       | 愛の矢に当たったスクルージ      | A DuckTales Valentine       | 1990年9月10日  | 1992年4月3日         |
| 97       | 95       | 金食い虫の襲撃                  | Attack of the Metal Mites   | 1990年9月18日  | 1992年4月6日         |
| 98       | 97       | ロボタックJr登場                | New Gizmo-Kids on the Block | 1990年11月5日  | 1992年4月7日         |
| 99       | 99       | 魔法の黄金のガチョウ〜パート1〜 | The Golden Goose, Part 1    | 1990年11月27日 | 1992年4月8日         |
| 100      | 100      | 魔法の黄金のガチョウ〜パート2〜 | The Golden Goose, Part 2    | 1990年11月28日 | 1992年4月9日         |

## コンピュータゲーム
本作を基にしたゲームソフトがカプコンから発売されている。月面ステージのBGMは、後に横浜DeNAベイスターズの応援団がチャンステーマとして使用している。
- わんぱくダック夢冒険（1990年1月26日発売、ファミリーコンピュータ専用）

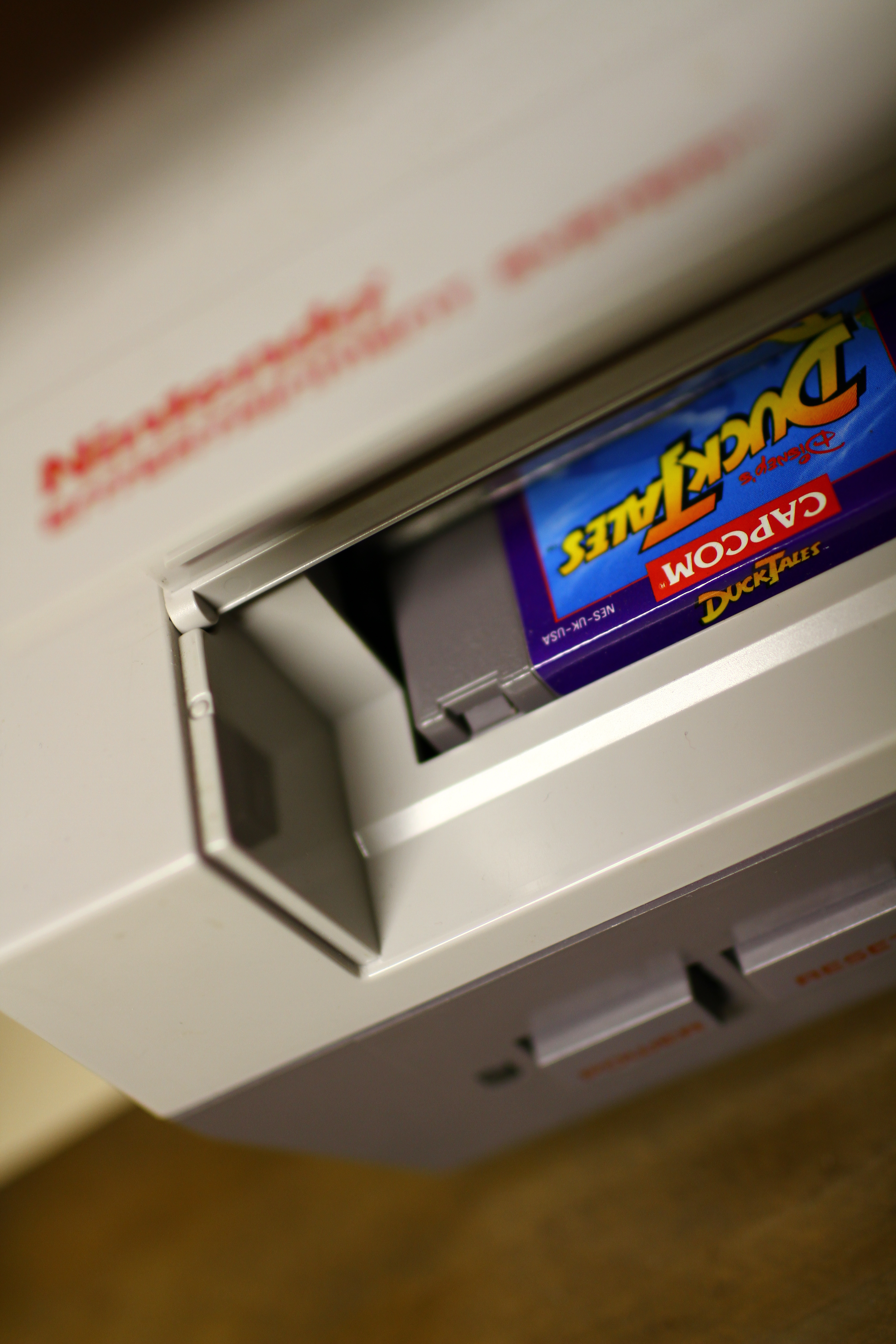

- ダックテールス（1990年9月21日発売、ゲームボーイ専用）
- ダックテイルズ2（1993年4月23日発売、ファミリーコンピュータ専用）
- ダックテイルズ2（1993年12月3日発売、ゲームボーイ専用）
- ダックテイルズ リマスタード（英語: DuckTales: Remastered）（2013年北米・欧州にて発売、Steam、PlayStation 3、Xbox 360、Wii U向け)（2015年に国内向け配信、iPhone、iPad、Android）

また、セガがドナルドを主役にしたゲームを発売しており、これらにはスクルージや三つ子たちが登場するなど、本作の設定が使用されている。
- ドナルドダックのラッキーダイム（1991年12月20日発売、ゲームギア専用）
- ドナルドダックの4つの秘宝（1993年12月17日発売、ゲームギア専用）

## 主題歌
ダックテイル
訳詞 - 冬杜花代子、作詞・作曲 - マーク・ミューラー、英語版歌唱 - ジェフリー・ペシェット、日本語版歌唱 - ポプラ（コロムビア・レコード）
このアニメのテーマソング。映画版ではトーンが異なる。
ダックテイル（インストゥメンタル）
作曲 - マーク・ミューラー
オリジナル版は30秒、日本語版では吹替スタッフ・キャストを挿入するために少し伸ばしている（2011年頃のディズニー・チャンネルでの放送時点）。Disney Time放送時ではカットされた。

## 日本語版スタッフ
わんぱくダック夢冒険
- 企画 - 嶋村一夫（読売広告社）
- プロデューサー - 中村亮平（テレビ東京）、石川清司（読売広告社）、永井秀甫（東北新社）
- 翻訳 - 岩本令
- ディレクター - 小山悟
- 調整 - 森浩一
- 日本語版制作 - 東北新社、読売広告社
- 日本語版配給 - ブエナ・ビスタ・インターナショナル・テレビジョン

ダックテイル
- 翻訳 - 伊原奈津子（#1、#3）、中島多恵子（#2、#4 - #8）、高間俊子（#9）、細川直子（#10 - #12、#16、#77）、岩本令（#13 - #14）、野口尊子（#15、後は不明）、不明（#5の追録）
- 調整 - 飯村靖雄（#1 - #14、#16）、田中一成（#15）、栗林秀年（#77、不明）
- 演出 - 向山宏志（#1 - ）※追録部分も同じ、小山悟（#13）
- 日本語版制作 - グロービジョン（#1 - #12）、東北新社（#13 - ）、不明（#5の追録）

## 映像ソフト化
1990年から1994年にかけてブエナ ビスタ ジャパンからビデオソフトが発売された、ビデオの邦題は「ダックテイルズ」。
ジンギスカンの失われた王冠
発売日：1990年9月21日、型番：VWSJ1640
ゆうれいホテルの秘密
発売日：1990年10月21日、型番：VWSJ1643
バイキング島の伝説
発売日：1992年10月21日、型番：VWSJ1644
魔法使いジーニー
発売日：1992年10月21日、型番：VWSB1645
マクダックの大脱走
発売日：1993年3月19日、型番：VWSB1644
ゴーストタウンの謎
発売日：1994年5月20日、型番：VWSJ4004
スフィンクスの伝説
発売日：1994年5月20日、型番：VSWJ4006